# Erwin Lehn

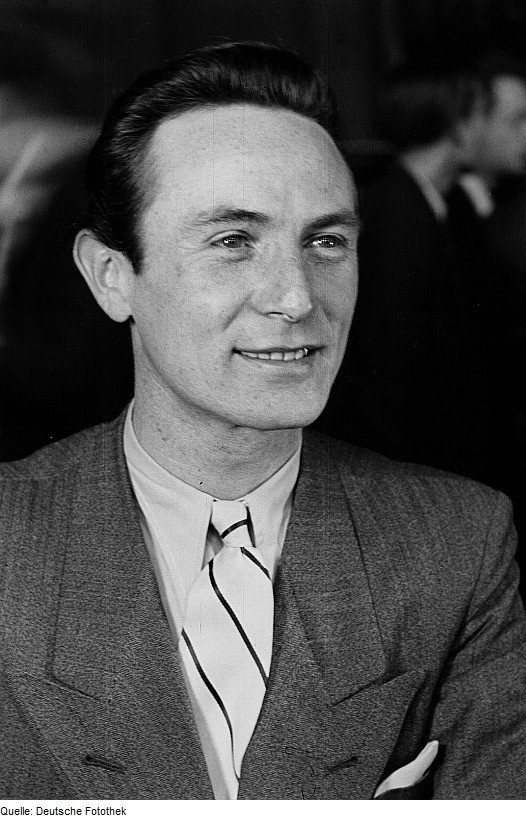
Erwin Lehn, 1946

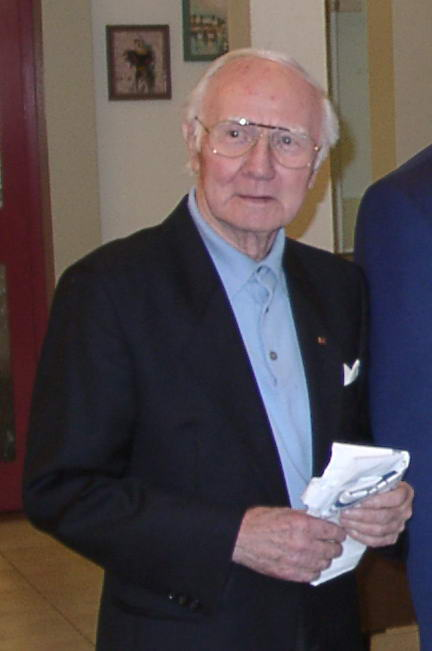
Erwin Lehn, 2005

Erwin Lehn (* 8. Juni 1919 in Grünstadt, Pfalz; † 20. März 2010 in Stuttgart) war ein deutscher Musiker und Orchesterleiter.

## Leben und Wirken
Lehn besuchte die städtische Musikschule in Peine und erhielt Violin-, Klavier- und Klarinettenunterricht, absolvierte jedoch kein Musikstudium. Seine musikalische Laufbahn begann 1945 als Pianist und Arrangeur in dem von Michael Jary geleiteten Radio Berlin Tanzorchester, das er von 1947 bis 1951 zusammen mit Horst Kudritzki leitete. Hier entstanden auch erste Schallplattenaufnahmen, unter anderem mit Helmut Zacharias und Walter Dobschinski.
Am 1. April 1951 gründete er das Südfunk-Tanzorchester des Süddeutschen Rundfunks (SDR) in Stuttgart, das er bis 1992 leitete. Es entwickelte sich innerhalb kurzer Zeit von einer Rundfunk-Kapelle zu einer modernen swingenden Big Band: Erwin Lehn und sein Südfunk-Tanzorchester. Neben der Band von Kurt Edelhagen beim Südwestfunk wurde das Südfunk-Tanzorchester in den folgenden Jahren zu einer der führenden Swing-Big-Bands in der Bundesrepublik Deutschland. Zahlreiche Gastauftritte bekannter Jazzmusiker der 1950er und 1960er Jahre zeugen von der Anerkennung, die der Orchesterleiter in der Fachwelt genoss. Einige seiner Mitglieder gründeten später eigene Orchester, u. a. Horst Jankowski, Peter Herbolzheimer, Klaus Weiss und Ernst Mosch.
Mit Dieter Zimmerle und Wolfram Röhrig begründete Lehn 1955 für den SDR die Sendung Treffpunkt Jazz. Dort musizierte Lehn mit internationalen Jazz-Größen wie Miles Davis, Benny Goodman, Stan Getz, Lester Young, Chick Corea oder Chet Baker.
Lehn hatte jedoch auch keine Berührungsängste gegenüber guter Unterhaltungsmusik außerhalb des Jazz. Dies beweist die Zusammenarbeit mit vielen Größen dieses Genre wie Alice Babs, Josephine Baker, Bibi Johns, Greetje Kauffeld, Angelina Monti, Marika Rökk, Anneliese Rothenberger, Caterina Valente, Peter Alexander, Bully Buhlan, Udo Jürgens und Bill Ramsey. Er komponierte und textete zahlreiche Schlager und schrieb die Musik zu mehr als 50 Spielfilmen. Gemeinsam mit Paul Kuhn und Max Greger bestritt er zahlreiche Konzerttourneen. Mit seinem Südfunk-Tanzorchester war er auch für den musikalischen Rahmen in zahlreichen Unterhaltungssendungen von Hans Rosenthal (Allein gegen alle, Spaß muß sein, Frag mich was) im Sendegebiet des Süddeutschen Rundfunks verantwortlich. 
Nach einer Halbierung des Etats und einer Abwanderung wichtiger Solisten gab Lehn 1992 die Leitung des Orchesters ab, das seither mit wechselnden Dirigenten auftritt und 1998 im Rahmen der Fusion von SWF und SDR in SWR Big Band umbenannt wurde.
1976 übernahm Lehn die Leitung der Big Band an der Stuttgarter Musikhochschule, an der er 1985 auch zum Honorarprofessor ernannt wurde, und erwarb sich dadurch große Verdienste in der Förderung des Musiker-Nachwuchses. Dafür wurde er am 27. April 1982 mit dem  Bundesverdienstkreuz am Bande ausgezeichnet. 1997 gab er die Leitung des Orchesters an Bernd Konrad ab.
Erwin Lehn wurde 2001 für sein Lebenswerk mit der German Jazz Trophy geehrt.
Er war bekennender Fan der Stuttgarter Kickers, für deren Vereinslied er die Musik schrieb.